# Rajmund III
Rajmund III z Trypolisu (ur. 1140, zm. 1187) – hrabia Trypolisu od 1152 do 1187. Jedna z najwybitniejszych postaci okresu krucjat.
Syn Rajmunda II i Hodierny (córki króla Jerozolimy, Baldwina II). W 1164 został pojmany przez Nur ad-Dina i uwolniony dopiero w 1174. W tym czasie Amalryk I rządził Hrabstwem Trypolisu jako regent. Rajmund III z kolei dwukrotnie został regentem Królestwa Jerozolimskiego w okresie 1174–1177 oraz 1185–1186.
Jako jedyny z arystokracji Królestwa Jerozolimskiego cieszył się szacunkiem Sułtana Saladyna. W 1187 pozwolił synowi Saladyna na przemarsz z 20-tysięczną armią przez swoje ziemie, pod warunkiem, że Saraceni przejdą przez nie w dzień. Jego pozwolenie zlekceważył mistrz templariuszy – Gérard de Ridefort, który w bitwie u źródeł Cresson zaatakował przeważające siły Saracenów.
Gérard uciekł z jednym towarzyszem, a ten wypadek dał chcącemu zniszczyć państwa chrześcijańskie Saladynowi pretekst do wojny, która zakończyła się bitwą pod Hittinem i upadkiem Królestwa Jerozolimskiego. Pod Hittinem Rajmund tworzący straż przednią krzyżowców kilkakrotnie przebił się szarżą przez linię Saladyna zgodnie z rozkazem, jednak zobaczywszy, że reszta armii nie chce ruszyć, żeby nie odsłonić Prawdziwego Krzyża, wygłosił słynną w setkach pieśni trubadurów wypowiedź do chrześcijańskiego rycerstwa: „Rycerze... wasz król rozkazuje wam zostać tutaj i umrzeć z pragnienia. Ja proszę was, żebyście pojechali ze mną i polegli w walce. Co wybierzecie?”. Następnie, według legendy, Rajmund nie oglądając się za siebie, ruszył pędem w sam środek linii Saladyna, a wraz z nim spora część konnych rycerzy. Saladyn poznawszy pędzącego na jego armię Rajmunda, którego bardzo szanował, rozkazał wojskom rozstąpić się przed szarżą i nie stawiać oporu. W ten sposób wraz z Rajmundem życie uratowali jego dwaj synowie, późniejszy obrońca Jerozolimy – Balian z Ibelinu oraz 80 innych rycerzy. Rajmund zmarł na zapalenie opłucnej w Trypolisie pod koniec listopada 1187.

## Małżeństwo
1 października 1174 Rajmund ożenił się z Eschivą de Bures, wdową po Gautierze de Saint-Omer, księciu Galilei i panu Tyberiady. Rajmund i Eschiwa nie doczekali się potomstwa.
Po ślubie Rajmund został księciem Galilei. Kiedy zmarł tytuł, ten odziedziczył pasierb Rajmunda – Hugo II de Saint-Omer. Tytuł hrabiego Trypolisu odziedziczył jego kuzyn Boemund de Poitiers z Antiochii.

## W literaturze
Był jednym z bohaterów powieści Król trędowaty Zofii Kossak.